# 1997 en bande dessinée
| Années de la bande dessinée : 1994 - 1995 - 1996 - 1997 - 1998 - 1999 - 2000    |
| Décennies de la bande dessinée : 1960 - 1970 - 1980 - 1990 - 2000 - 2010 - 2020 |

Cet article présente les faits marquants de l'année 1997 en bande dessinée.

## Évènements
- 23 au 26 janvier : 24e Festival international de la bande dessinée d'Angoulême : Festival d'Angoulême 1997.
- 19 et 20 avril : 4e Festival de bande dessinée de Perros-Guirec.
- 29 au 31 août : 9e Festival de Solliès-Ville

## Nouveaux albums
Voir aussi : Albums de bande dessinée sortis en 1997

### Franco-belge
| Sortie      | Titre                                                                            | Scénariste                                  | Dessinateur                      | Coloriste        | Éditeur              |
| ----------- | -------------------------------------------------------------------------------- | ------------------------------------------- | -------------------------------- | ---------------- | -------------------- |
| janvier     | L'intégrale des pieds nickelés Tome 27 : La Corrida - Aux JO - Font boom         | René Pellos                                 |                                  |                  | Vents d'Ouest        |
| janvier     | Hispañola Tome 3 : Vicky                                                         | Fabrice Meddour                             |                                  |                  | Vents d'Ouest        |
| janvier     | Le Templier de Notre-Dame, t. 3 : Le Grand Secret                                | Willy Harold Vassaux                        | Willy Harold Vassaux             | Véronique Grobet | Dargaud              |
| février     | Selen en bd Tome 04 : Sex in Italie II                                           | Luca Tarlazzi                               |                                  |                  | Vents d'Ouest        |
| février     | Le Pays des elfes Tome 24 : L'Attaque des humains                                | Wendi Pini, Richard Pini                    |                                  |                  | Vents d'Ouest        |
| mars        | Monstrueusement drôles Monstres et créatures étranges de George Lucas            | Bob Carrau                                  |                                  |                  | Vents d'Ouest        |
| mars        | Péché mortel Tome 2 : Un Scalpel dans la mémoire                                 | Toff                                        | Béhé                             |                  | Vents d'Ouest        |
| mars        | Lili Tome 01 : Bandit corse                                                      | Al Gérard                                   |                                  |                  | Vents d'Ouest        |
| avril       | Selen en bd Tome 05 : Expériences intimes                                        | Giovanna Casotto                            |                                  |                  | Vents d'Ouest        |
| avril       | Le Cycle de Taï-Dor Tome 7 : Le Mage                                             | Serge Le Tendre, Rodolphe                   | Luc Foccroulle, Jean-Luc Serrano |                  | Vents d'Ouest        |
| avril       | Lili Tome 02 : Lili à Chantalouette                                              | Al Gérard                                   |                                  |                  | Vents d'Ouest        |
| avril       | Opération minuit à Rhodes Intégrale - Tomes 1 à 2                                | Éric Boisset                                | Béhé                             |                  | Vents d'Ouest        |
| mai         | Griffin dark Tome 1 : L'Alliance                                                 | Stanley                                     | Crisse                           |                  | Vents d'Ouest        |
| juin        | Mordillo Les Couples                                                             | Guillermo Mordillo                          |                                  |                  | Vents d'Ouest        |
| juin        | Mordillo Les Mariés                                                              | Guillermo Mordillo                          |                                  |                  | Vents d'Ouest        |
| juin        | Mordillo Les Meilleurs                                                           | Guillermo Mordillo                          |                                  |                  | Vents d'Ouest        |
| juin        | Mordillo Le Foot                                                                 | Guillermo Mordillo                          |                                  |                  | Vents d'Ouest        |
| juin        | Mordillo Les Amoureux                                                            | Guillermo Mordillo                          |                                  |                  | Vents d'Ouest        |
| juin        | Mordillo Les Chiens                                                              | Guillermo Mordillo                          |                                  |                  | Vents d'Ouest        |
| juin        | Pacush Blues Tome 10 : Décimation : Relecture du mythe de Frankenstein - Remords | Ptiluc                                      |                                  |                  | Vents d'Ouest        |
| juin        | Ras le bol… Ras le bol… de l'informatique                                        | Bertrand Meunier                            | Monsieur B.                      |                  | Vents d'Ouest        |
| juin        | Le Pays des elfes Tome 25 : A la croisée des chemins                             | Wendi Pini, Richard Pini                    |                                  |                  | Vents d'Ouest        |
| juin        | Tout savoir sur… Tout savoir sur… les fumeurs                                    | Jacky Goupil                                | Tépaz                            |                  | Vents d'Ouest        |
| juin        | Selen en bd Tome 06 : Nuage blanc                                                | Luca Tarlazzi                               |                                  |                  | Vents d'Ouest        |
| août        | Être libre no 4 : Little Diomède                                                 | Marc Bourgne                                | Marc Bourgne                     |                  | Dargaud              |
| août        | L'intégrale des pieds nickelés Tome 28 : Panasiatique - Chicago - Pleine bagarre | René Pellos                                 |                                  |                  | Vents d'Ouest        |
| août        | Selen en bd Tome 7 : Sex in Italy III                                            | Luca Tarlazzi                               |                                  |                  | Vents d'Ouest        |
| août        | Lili Tome 3 : Lili et le fakir                                                   | Al Gérard                                   |                                  |                  | Vents d'Ouest        |
| septembre   | Gorn Tome 6 : D'Entre les Morts                                                  | Tiburce Oger                                |                                  |                  | Vents d'Ouest        |
| septembre   | Jim La Flemme                                                                    | Jim                                         |                                  |                  | Vents d'Ouest        |
| septembre   | Aggie Tome 01 : Aggie chef de classe                                             | Hal Rasmusson                               |                                  |                  | Vents d'Ouest        |
| septembre   | Damoiselle gorge Tome 1 : La Forêt qui dansait                                   | Tiburce Oger                                | Christian Paty                   |                  | Vents d'Ouest        |
| septembre   | Crache Tome 1 : Le Dernier homme sur Terre                                       | Eric Gratien                                | Khéridine                        |                  | Vents d'Ouest        |
| septembre   | Bloodline Tome 1 : Lune rouge                                                    | Ange                                        | Alberto Varanda                  |                  | Vents d'Ouest        |
| septembre   | Le Pays des elfes Tome 26 : Le Choc des esprits                                  | Wendi Pini, Richard Pini                    |                                  |                  | Vents d'Ouest        |
| septembre   | Le Templier de Notre-Dame, t. 4 : Croisade contre les Cathares                   | Willy Harold Vassaux et Christian Piscaglia | Willy Harold Vassaux             | Véronique Grobet | Dargaud              |
| 1er octobre | Les Aventures de Vick et Vicky - Tome 3 - Les Disparus de l'Ile aux Moines       | Bruno Bertin                                | Bruno Bertin                     | Studio Vicky     | Éditions P'tit Louis |
| octobre     | Pacush Blues Tome 2 : Le Retour                                                  | Ptiluc                                      |                                  |                  | Vents d'Ouest        |
| octobre     | Ras le bol… Ras le bol… des études                                               | Bertrand Meunier                            | Monsieur B                       |                  | Vents d'Ouest        |
| octobre     | Jim 500 idées pour glander au boulot                                             | Jim                                         |                                  |                  | Vents d'Ouest        |
| octobre     | Lili Tome 04 : Lili et le petit duc                                              | Al Gérard                                   |                                  |                  | Vents d'Ouest        |
| octobre     | Aggie Tome 02 : Aggie et son boy-friend français                                 | Hal Rasmusson                               |                                  |                  | Vents d'Ouest        |
| octobre     | Selen en bd Tome 08 : Les Désirs de Vénus                                        | Giovanna Casotto                            |                                  |                  | Vents d'Ouest        |
| novembre    | Zéro Absolu t.1                                                                  | Richard Marazano                            | Christophe bec                   |                  | Soleil               |
| novembre    | Tout savoir sur… Tout savoir sur… la sexualité de l'homme                        | Jacky Goupil                                | Tybo                             |                  | Vents d'Ouest        |
| novembre    | Chansons en bd Brel en BD                                                        | Collectif                                   |                                  |                  | Vents d'Ouest        |
| décembre    | Hispañola Coffret - Tomes 1 à 3                                                  | Fabrice Meddour                             |                                  |                  | Vents d'Ouest        |
| ?           | L'Ascension du Haut Mal Tome 2                                                   | David B.                                    | David B.                         |                  | L'Association        |
| ?           | Courts-circuits géographiques                                                    | Jochen Gerner                               | Jochen Gerner                    |                  | L'Association        |
| ?           | Snark Park                                                                       | Jochen Gerner                               | Jochen Gerner                    | Jochen Gerner    | Automne 67           |

### Mangas
| Sortie | Titre     | Scénariste | Dessinateur | Coloriste | Éditeur |
| ------ | --------- | ---------- | ----------- | --------- | ------- |
| ?      | One Piece |            |             |           |         |
| ?      | …         |            |             |           |         |

## Décès
- 5 janvier : André Franquin (Gaston Lagaffe, Modeste et Pompon, Spirou et Fantasio)
- 15 février : Jack Sparling, dessinateur de comics
- 10 mars : Stan Drake, dessinateur américain du comic strip Juliette de mon cœur de 1953 à 1989
- 1er mai : Sirius
- 1er juin : Ruth Atkinson, auteure de comics
- 12 juin : Rémy Bourlès
- 3 décembre : Benito Jacovitti
- John B. Wentworth, Bill Molno